# Matrimonio igualitario en Grecia
El matrimonio igualitario en Grecia es legal desde el 15 de febrero de 2024 mediante proyecto de ley. El 23 de diciembre de 2015 el Parlamento aprobó una ley por la que se reconocen las uniones de personas del mismo sexo en Grecia, aunque no las equipara con los matrimonios ni permite a estas parejas la adopción. Votaron a favor el partido gobernante Syriza, PASOK, To Potami, la Unión de Centristas y algunos conservadores como Kyriakos Mitsotakis (Nueva Democracia); y en contra el resto de Nueva Democracia, el Partido Comunista de Grecia y Amanecer Dorado.
Desde algunos años antes había entrado en la agenda política la legalización de la unión civil pese a la oposición de la iglesia ortodoxa, predominante en el país. Uno de los precedentes tuvo lugar cuando el alcalde de Tilos (una isla del Dodecaneso), Anastasios Aliferis, encontró un vacío legal que le permitía realizar estas uniones de acuerdo con una ley promulgada en 1982 según la cual el matrimonio se realiza entre dos personas y no explícitamente entre un hombre y una mujer. El alcalde de la pequeña isla aceptó celebrar el matrimonio entre dos hombres y dos mujeres el 3 de junio de 2008. Por temor a las reacciones de fanáticos religiosos los matrimonios se celebraron a las 7:00 de la mañana.
Después de un referendúm aprobatorio, en la nueva ley votaron a favor o se abstuvo la mayoría de Nueva Democracia (junto con el primer ministro Kyriakos Mitsotakis), Syriza, el Movimiento Socialista Panhelénico, Nueva izquierda, y Curso de Libertad; y votaron en contra principalmente los parlamentarios del Partido Comunista de Grecia, Solución Griega, "Espartanos", el partido Victoria y la mayoría de los independientes.